# Fakir de Mahey
Fakir de Mahey, född 17 september 2015, är en fransk varmblodig travhäst som tränas och körs av Mathieu Mottier.
Han började tävla 2018 och inledde med en sjätteplats för att sedan ta sin första seger i tredje starten. Han har hittills sprungit in 568 910 euro på 80 starter, varav 14 segrar, 8 andraplatser och 9 tredjeplatser. Karriärens hittills största seger har kommit i Prix du Gatinais (2024).
Fakir du Lorault har även segrat i Prix d'Argentan (2022), Prix Emile Allix Courboy (2023) och kommit på andraplats i Grand Prix Anjou-Maine (2023), Prix Jean-Luc Lagardère (2024) samt på tredjeplats i Grand Prix du Sud-Ouest (2023), Prix Jean Dumouch (2023) och Prix du Forez (2024).

## Statistik
| Statistik för Fakir de Mahey (Ref.) | Statistik för Fakir de Mahey (Ref.) | Statistik för Fakir de Mahey (Ref.) | Statistik för Fakir de Mahey (Ref.) | Statistik för Fakir de Mahey (Ref.) | Statistik för Fakir de Mahey (Ref.) |
| ----------------------------------- | ----------------------------------- | ----------------------------------- | ----------------------------------- | ----------------------------------- | ----------------------------------- |
| Starter                             | Placeringar                         | Startprissumma                      | Segerprocent                        | Platsprocent                        | Rekord                              |
| 80                                  | 14-8-9                              | 568 910 euro                        | 18 %                                | 39 %                                | 1.10,4ak,                           |